# Horten (Antarktika)
Der Horten ist ein 2470 m hoher Berggipfel im ostantarktischen Königin-Maud-Land. In der Gjelsvikfjella ragt er südlich des Hauptgipfels des Risemedet auf.
Norwegische Kartografen, welche den Berg auch benannten, kartierten ihn anhand von Luftaufnahmen und Vermessungen der Dritten Norwegischen Antarktisexpedition (1956–1960).